# Lijst van vlaggen van Letse gemeenten
Dit artikel bevat een lijst van vlaggen van Letse gemeenten. Letland bestaat uit 7 steden en 36 gemeenten. Onderaan de pagina worden ook vlaggen weergegeven van voormalige gemeenten, die door de gemeentefusie van 2021 ophielden te bestaan als zelfstandige gemeente.

## Nationale steden

Daugavpils
Jelgava
Jūrmala
Liepāja
Rēzekne
Riga
Ventspils

## Bestaande gemeenten

Ādažu novads
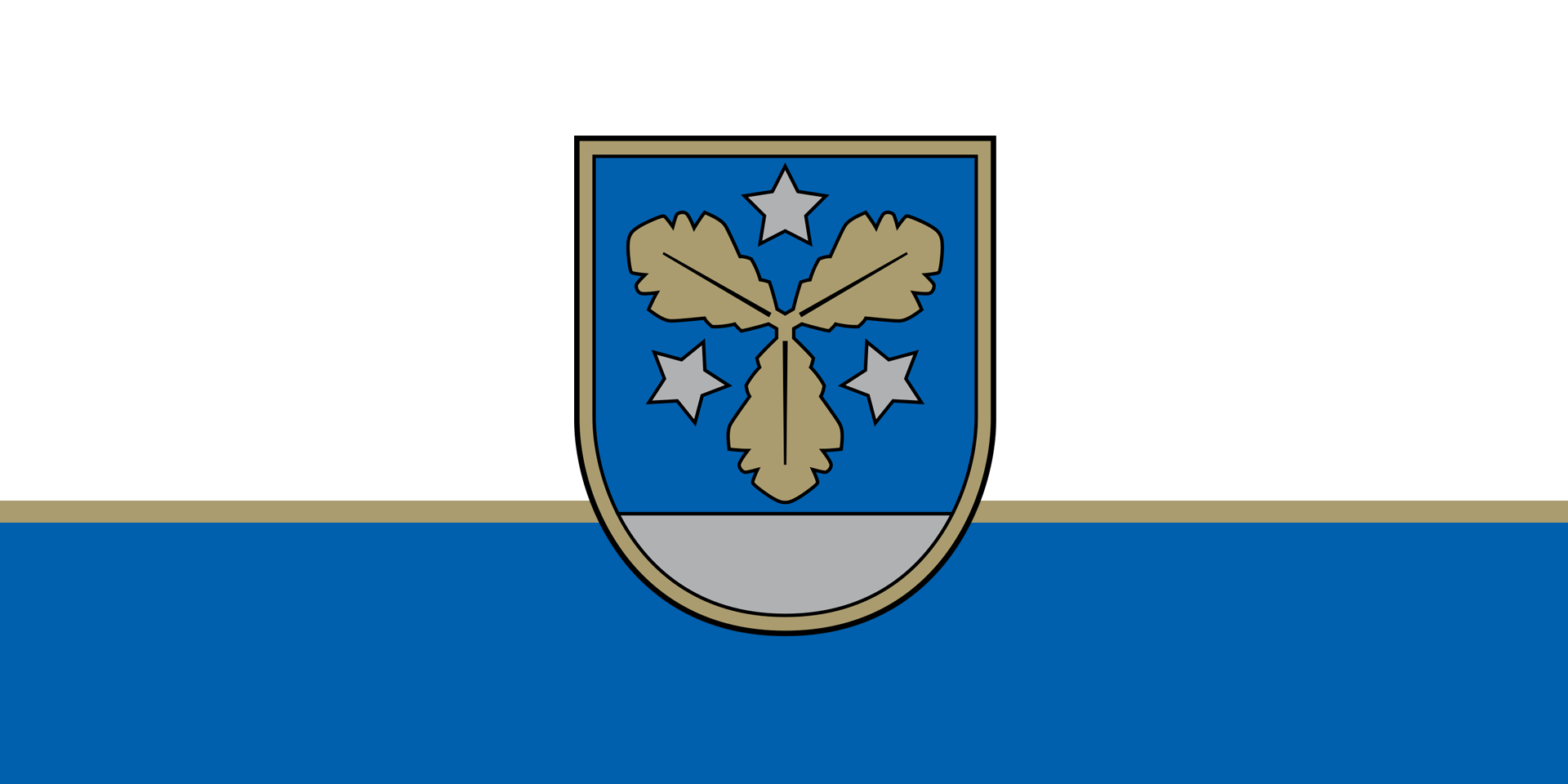
Aizkraukles novads
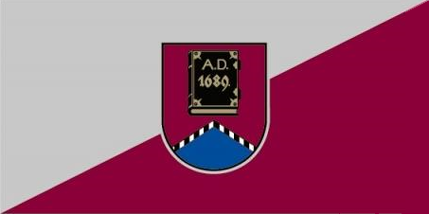
Alūksnes novads
Augšdaugavas novads
Balvu novads
Bauskas novads
Cēsu novads
Dienvidkurzemes novads
Dobeles novads
Gulbenes novads
Jelgavas novads
Jēkabpils novads
Krāslavas novads
Kuldīgas novads
Ķekavas novads
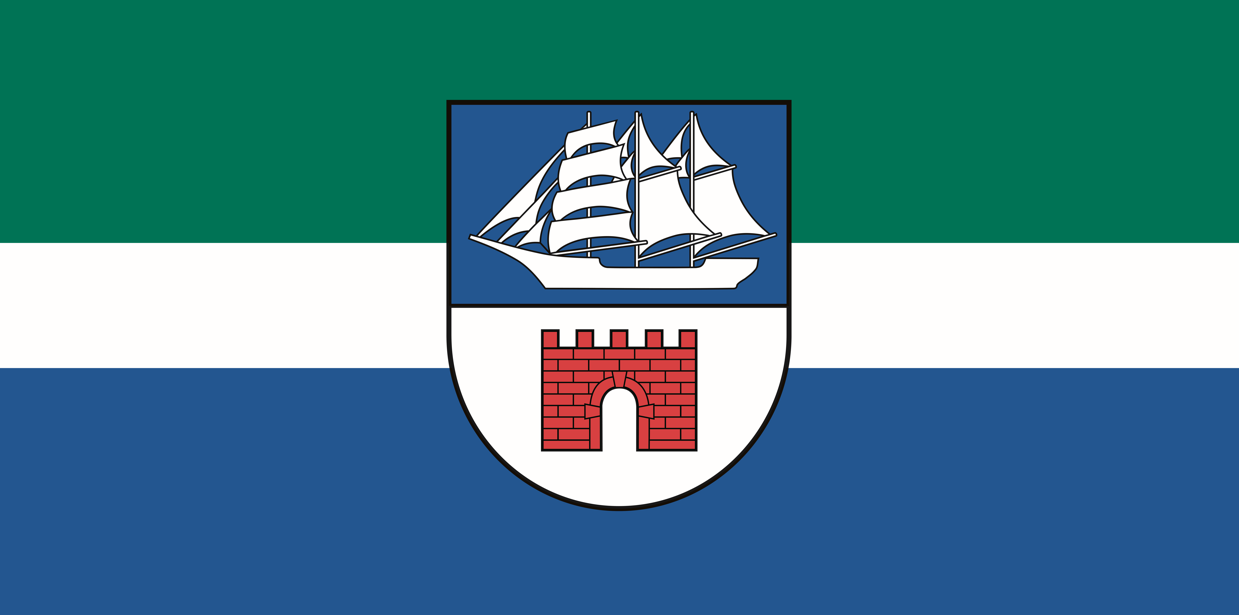
Limbažu novads
Līvānu novads
Ludzas novads
Madonas novads
Mārupes novads
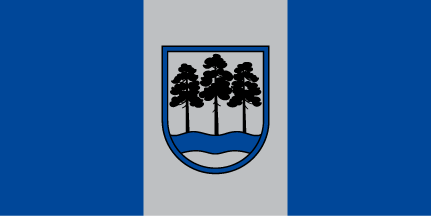
Ogres novads
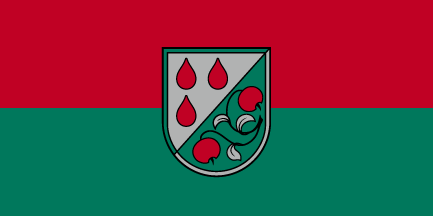
Olaines novads
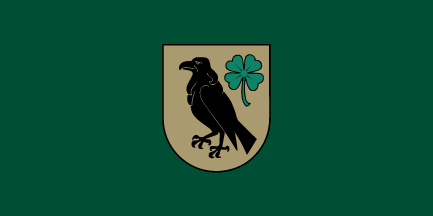
Preiļu novads
Rēzeknes novads
Ropažu novads
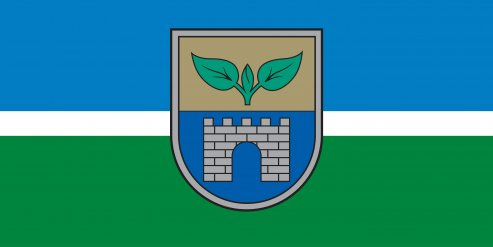
Salaspils novads
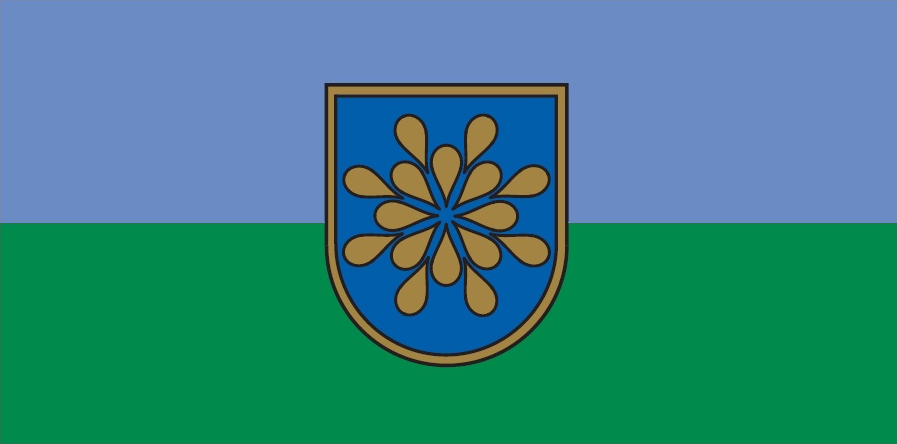
Saldus novads
Saulkrastu novads
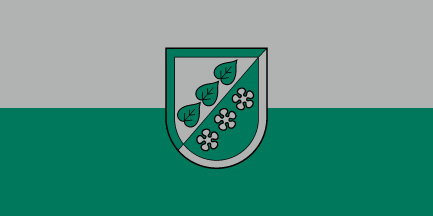
Siguldas novads
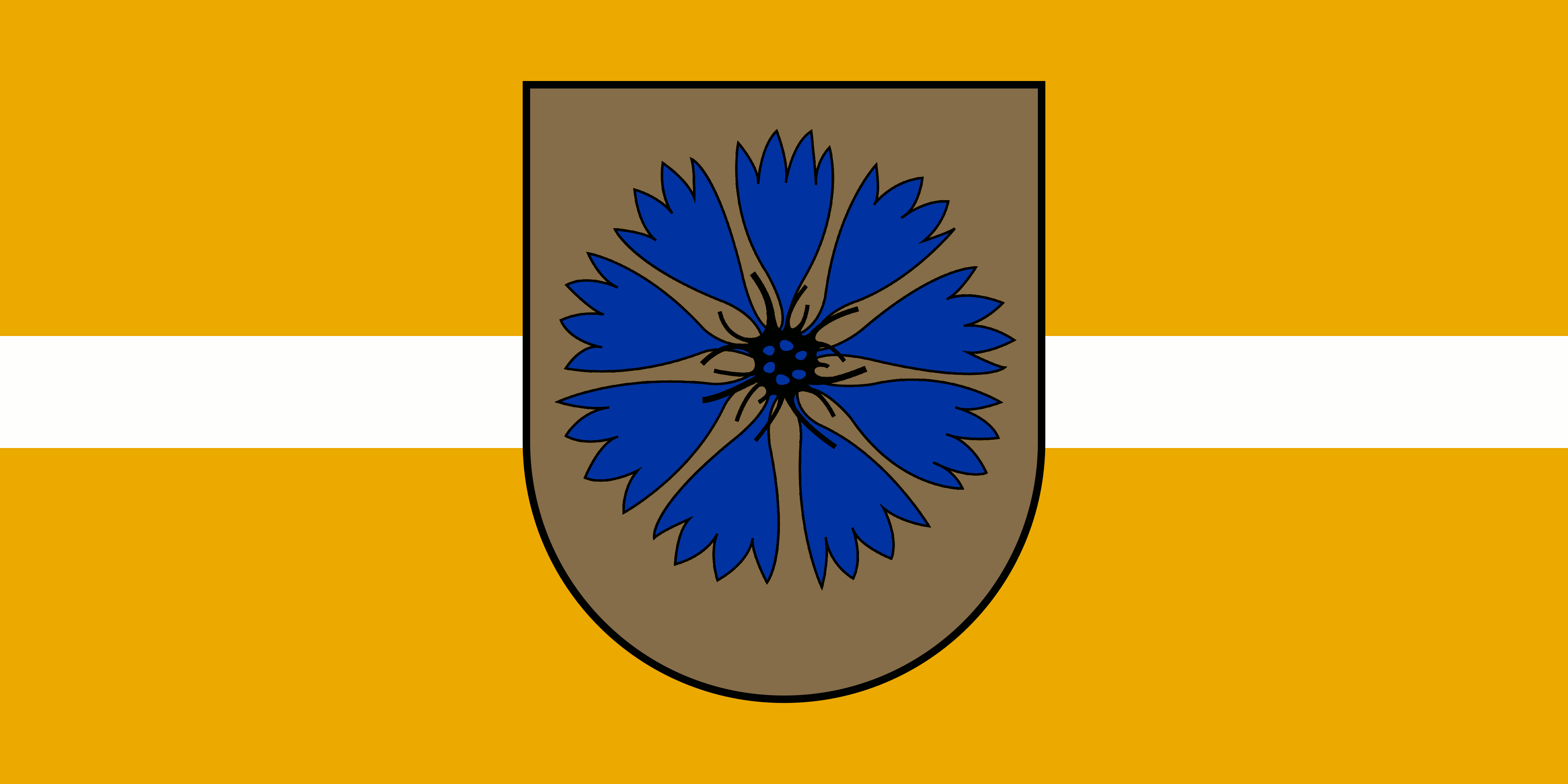
Smiltenes novads
Talsu novads
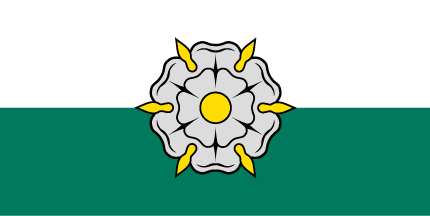
Tukuma novads
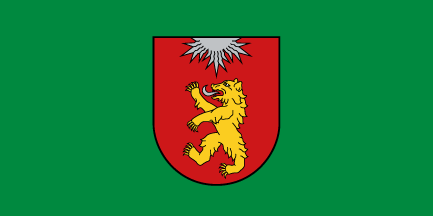
Valkas novads
Valmieras novads
Varakļānu novads
Ventspils novads

## Voormalige steden (tot 2021)

Jēkabpils
Valmiera

## Voormalige gemeenten (tot 2021)

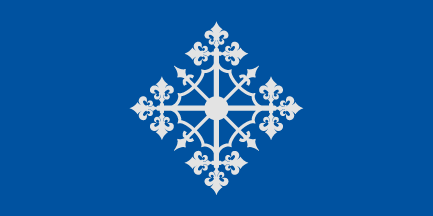
Aglonas novads
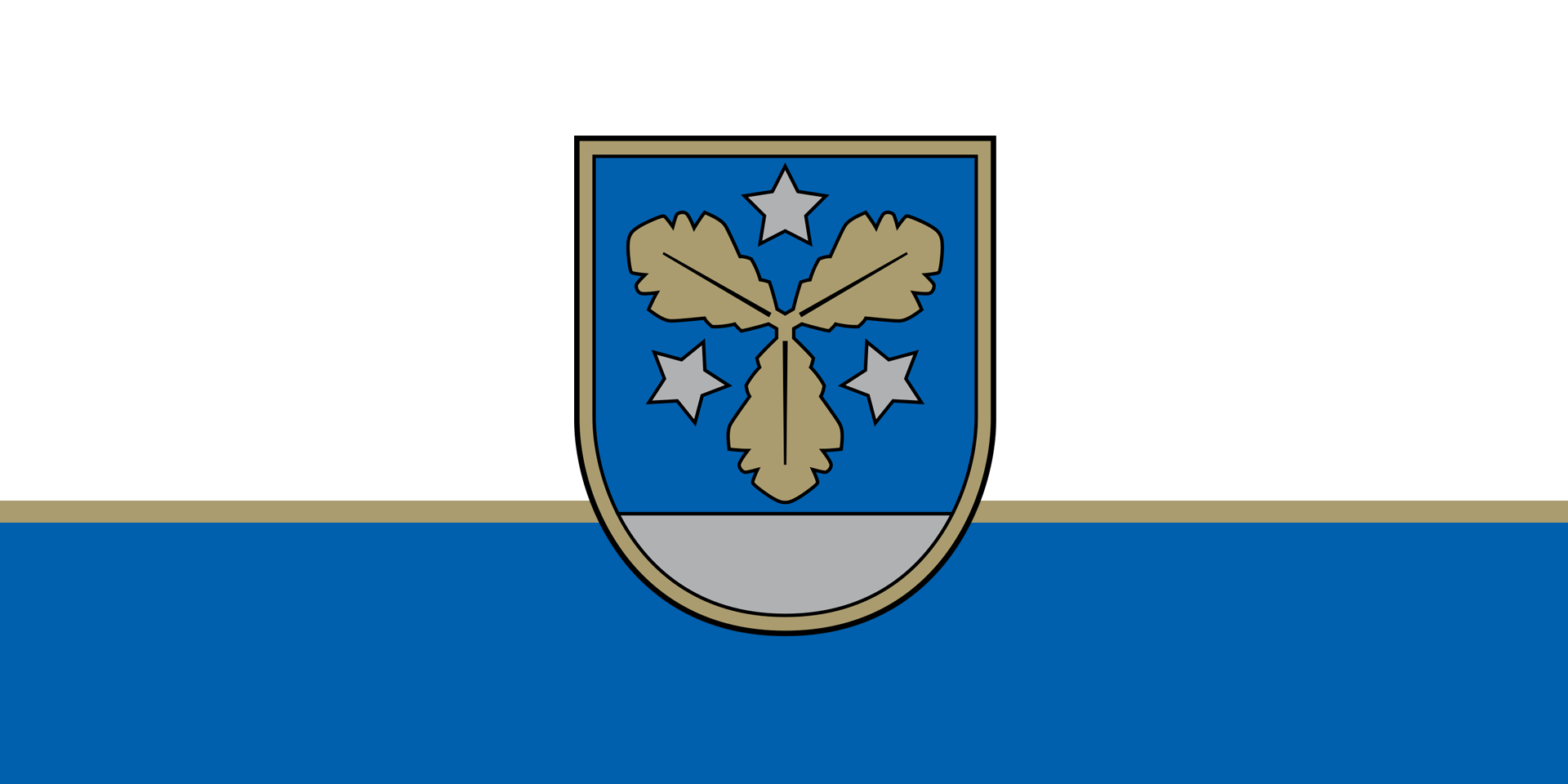
Aizkraukles novads
Aizputes novads
Aknīstes novads
Alojas novads
Alsungas novads
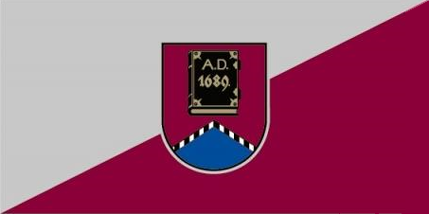
Alūksnes novads
Amatas novads
Apes novads
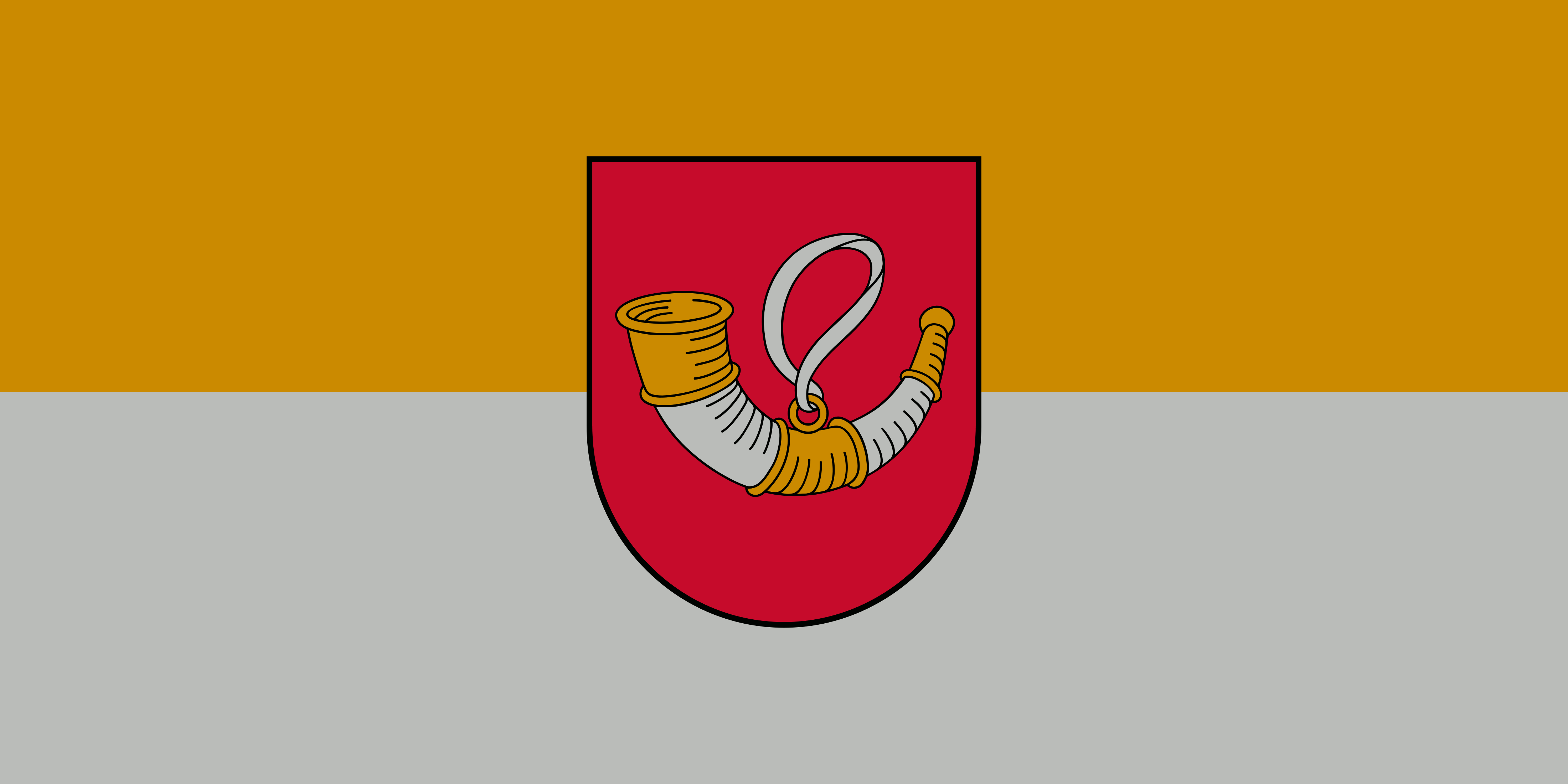
Auces novads
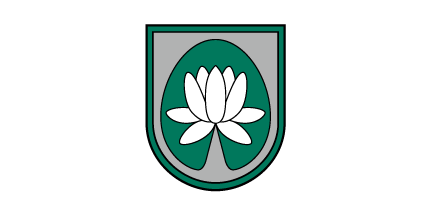
Ādažu novads
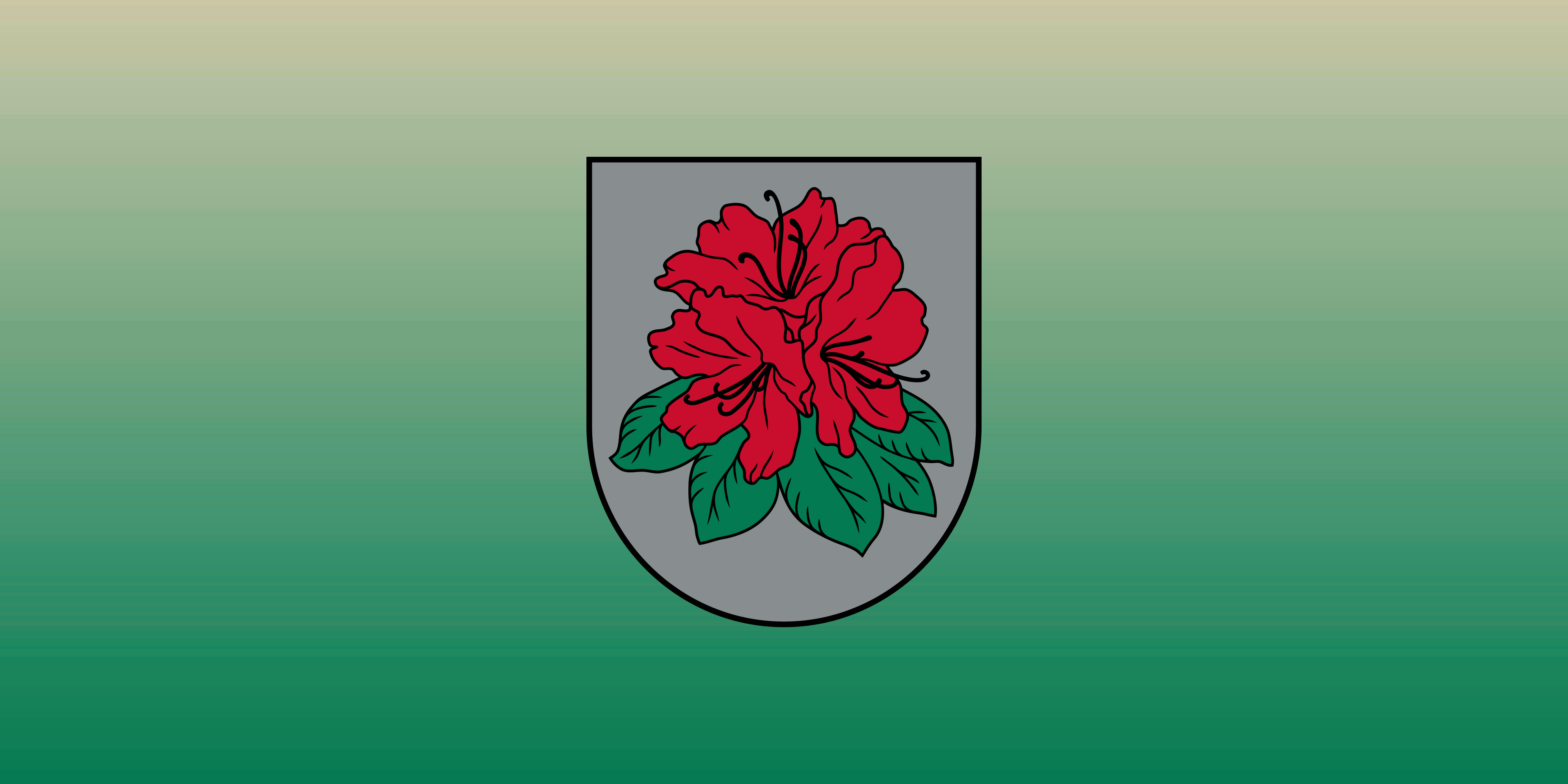
Babītes novads
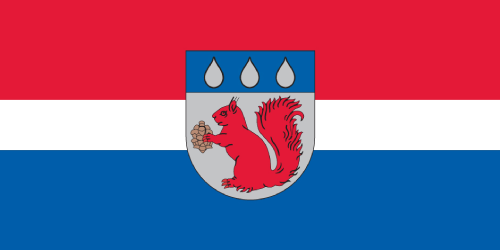
Baldones novads
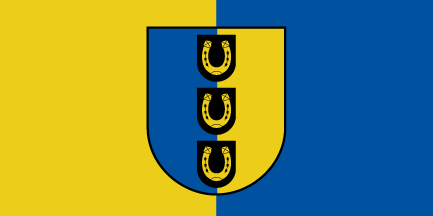
Baltinavas novads
Balvu novads
Bauskas novads
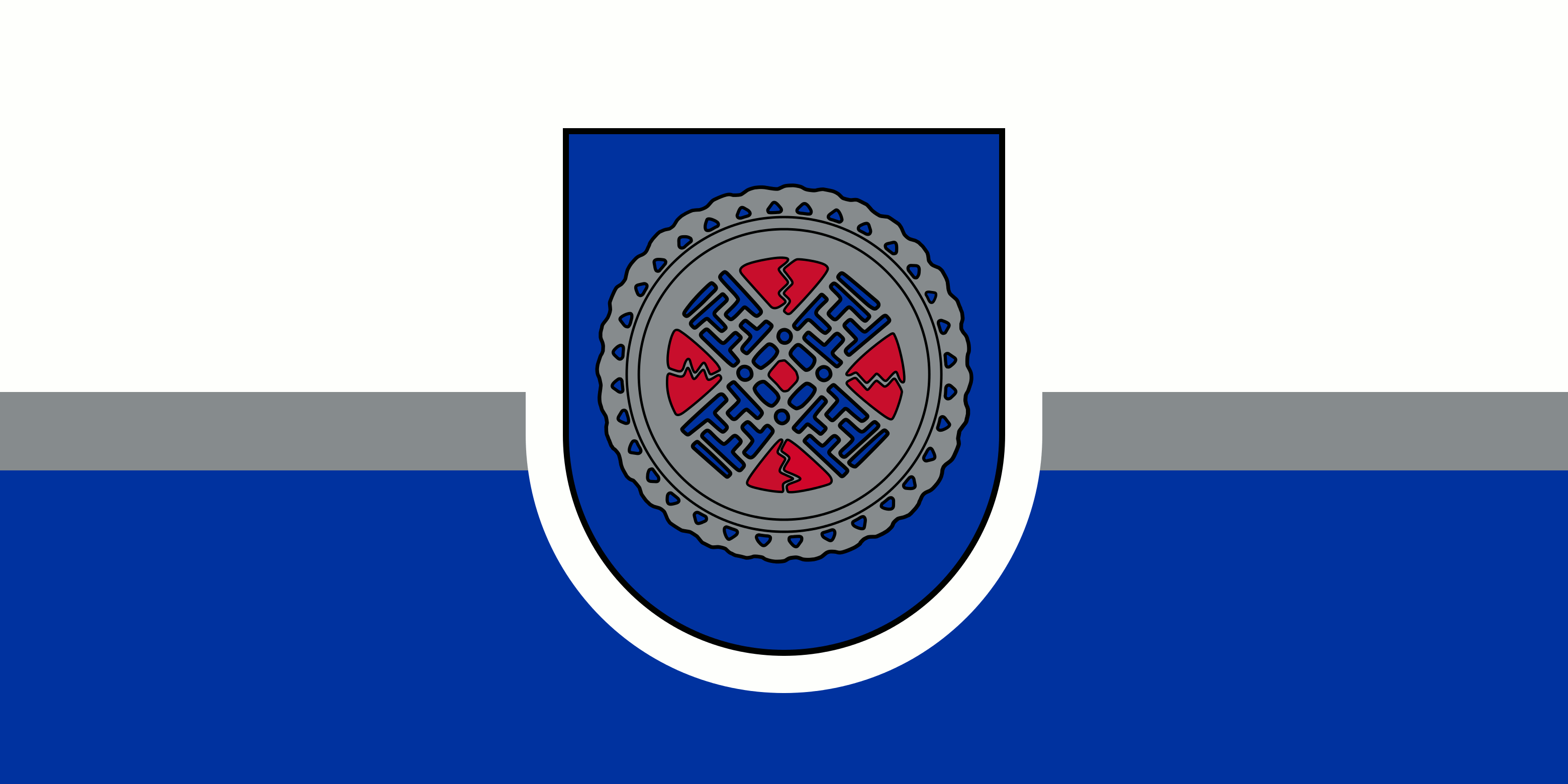
Beverīnas novads
Brocēnu novads
Burtnieku novads
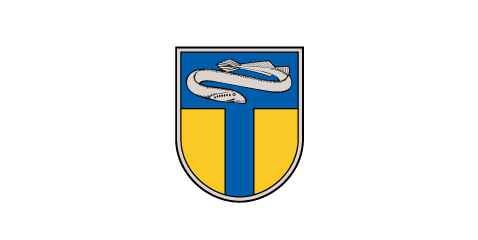
Carnikavas novads
Cēsu novads
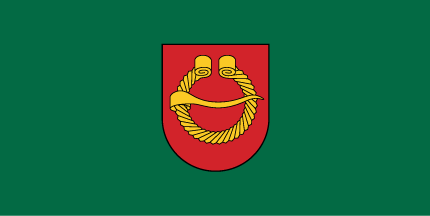
Cesvaines novads
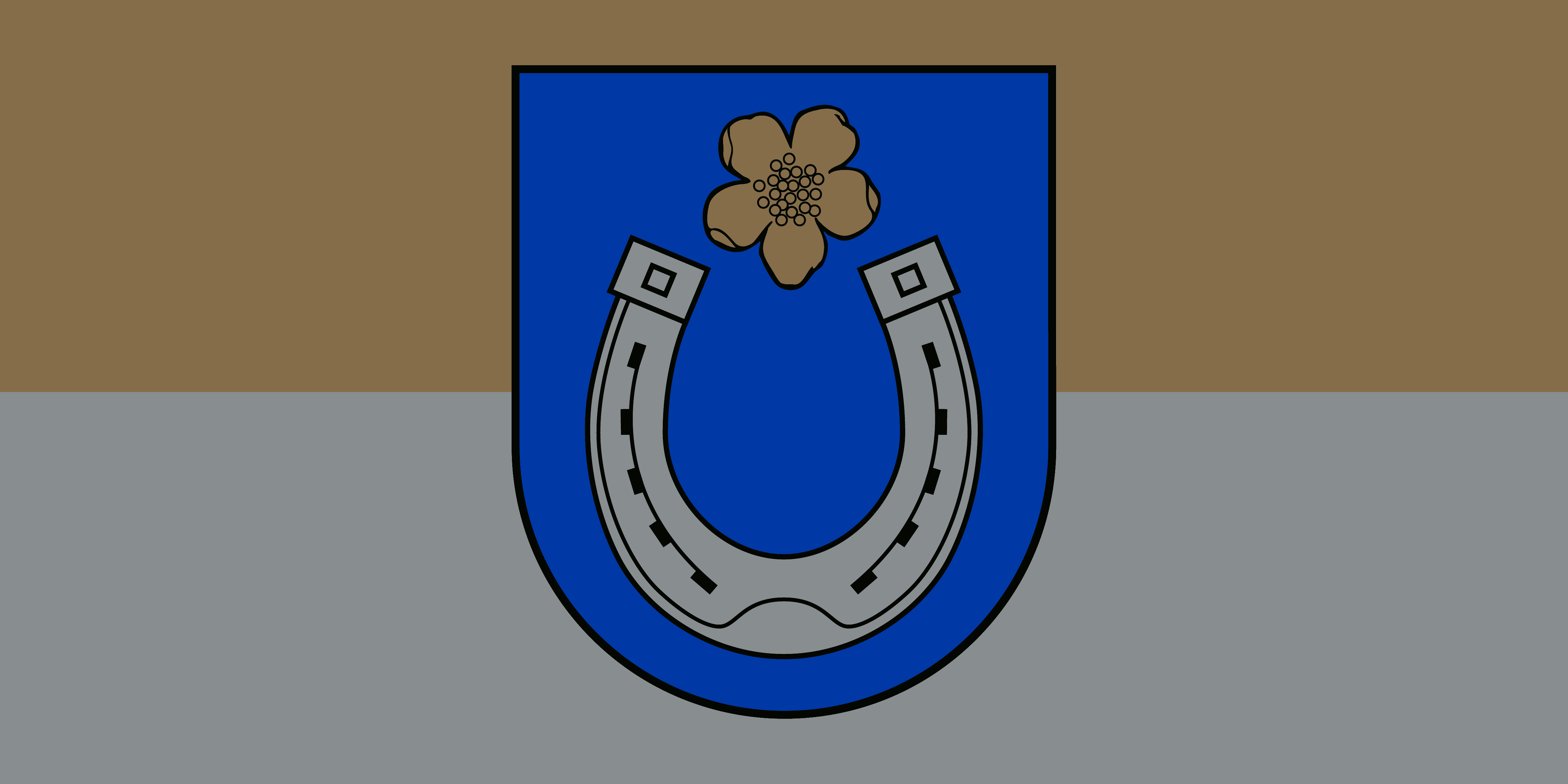
Ciblas novads
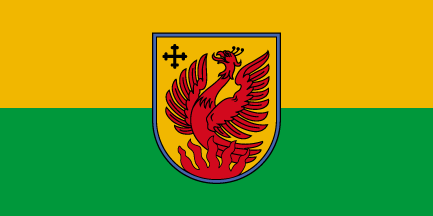
Dagdas novads
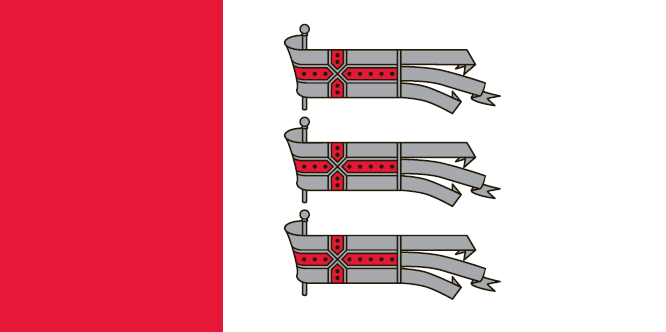
Daugavpils novads
Dobeles novads
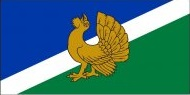
Dundagas novads
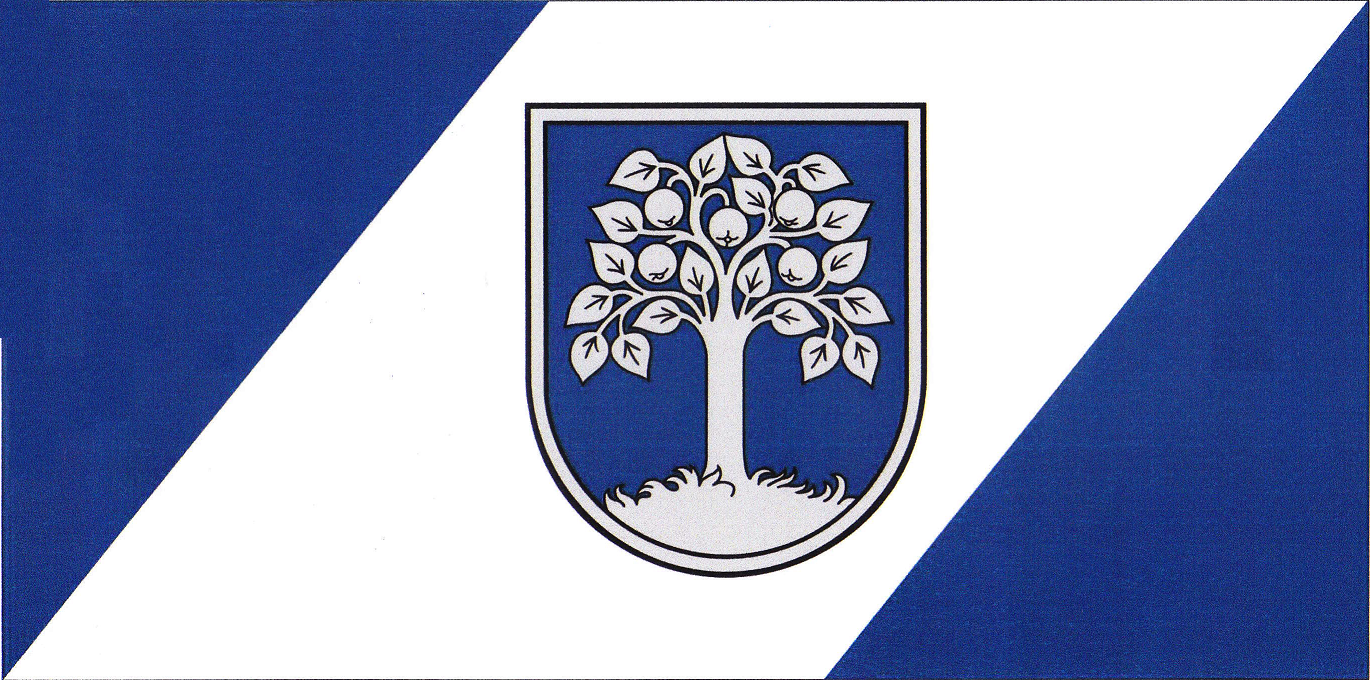
Durbes novads
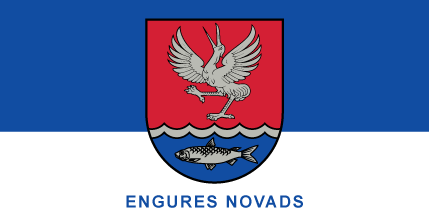
Engures novads
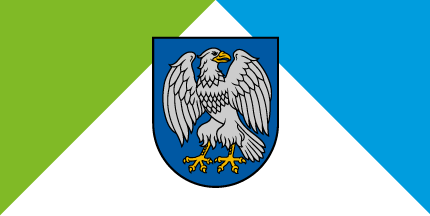
Ērgļu novads
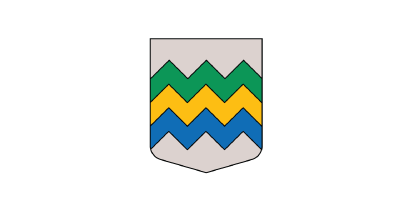
Garkalnes novads
Grobiņas novads
Gulbenes novads
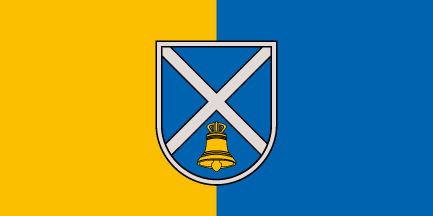
Iecavas novads
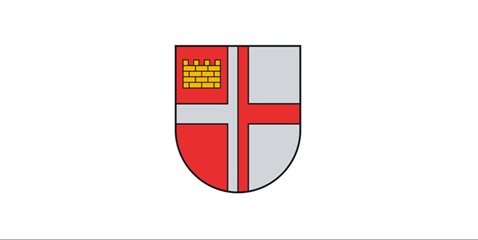
Ikšķiles novads
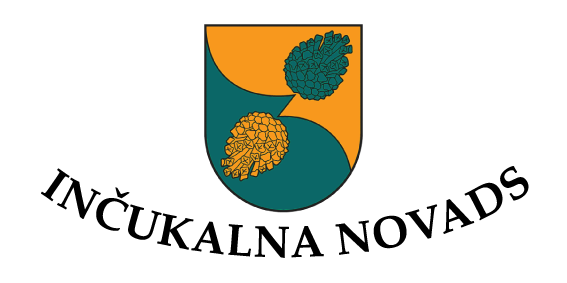
Inčukalna novads
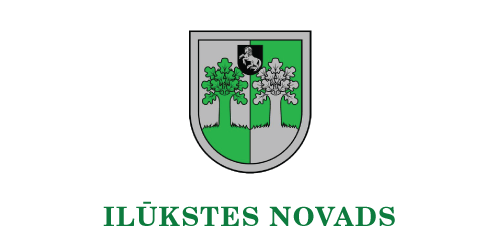
Ilūkstes novads
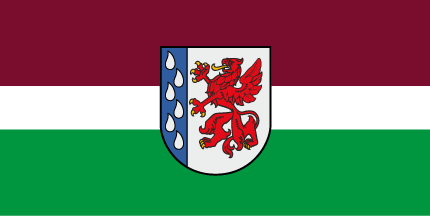
Jaunjelgavas novads
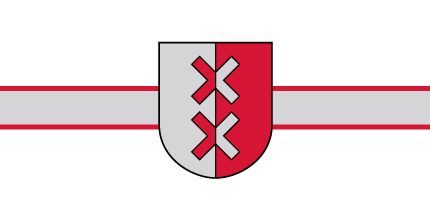
Jaunpiebalgas novads
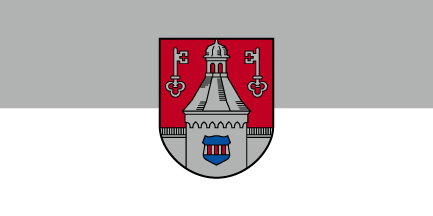
Jaunpils novads
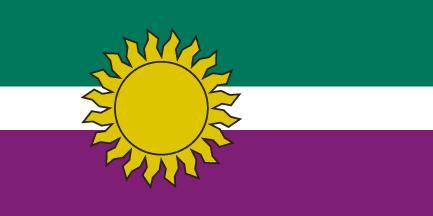
Jēkabpils novads
Jelgavas novads
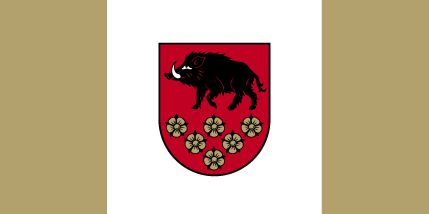
Kandavas novads
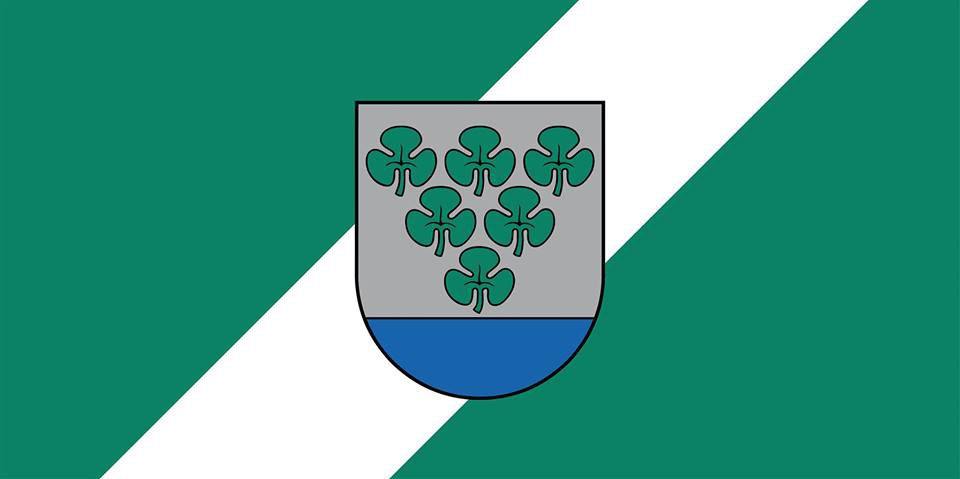
Kārsavas novads
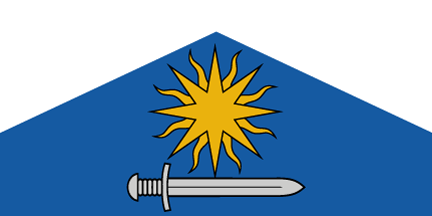
Kocēnu novads
Kokneses novads
Krāslavas novads
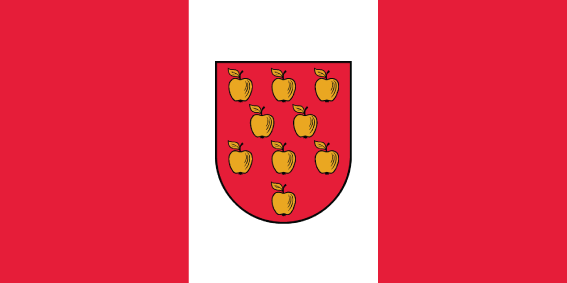
Krimuldas novads
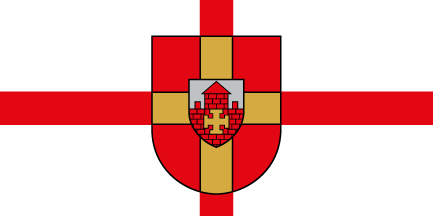
Krustpils novads
Kuldīgas novads
Ķeguma novads
Ķekavas novads
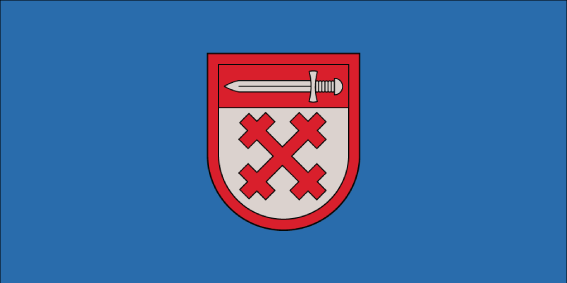
Lielvārdes novads
Līgatnes novads
Limbažu novads
Līvānu novads
Lubānas novads
Ludzas novads
Madonas novads
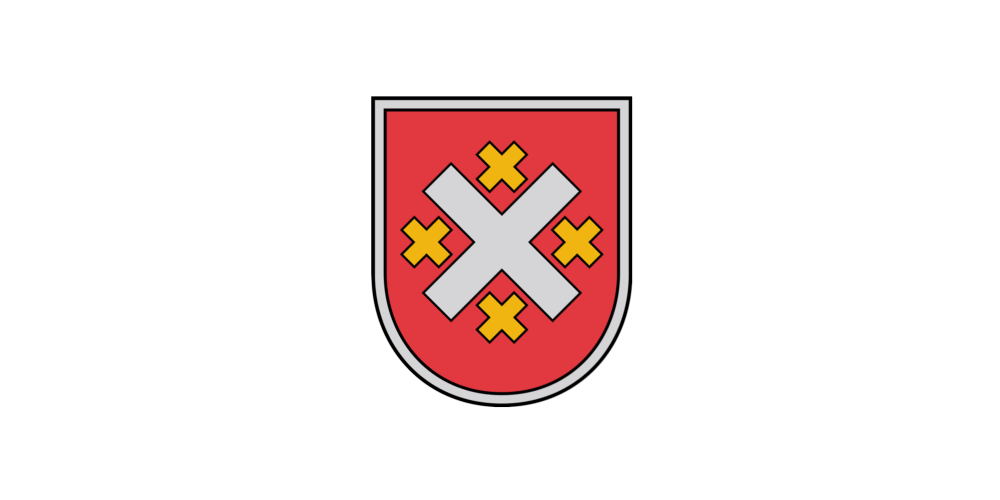
Mālpils novads
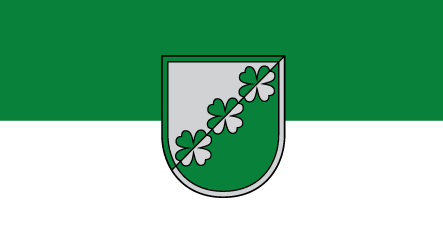
Mārupes novads
Mazsalacas novads
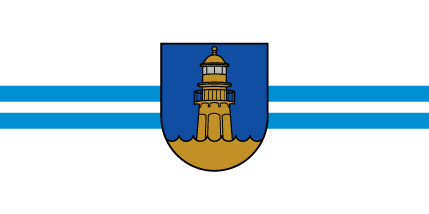
Mērsraga novads
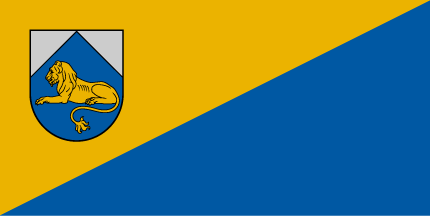
Naukšēnu novads
Neretas novads
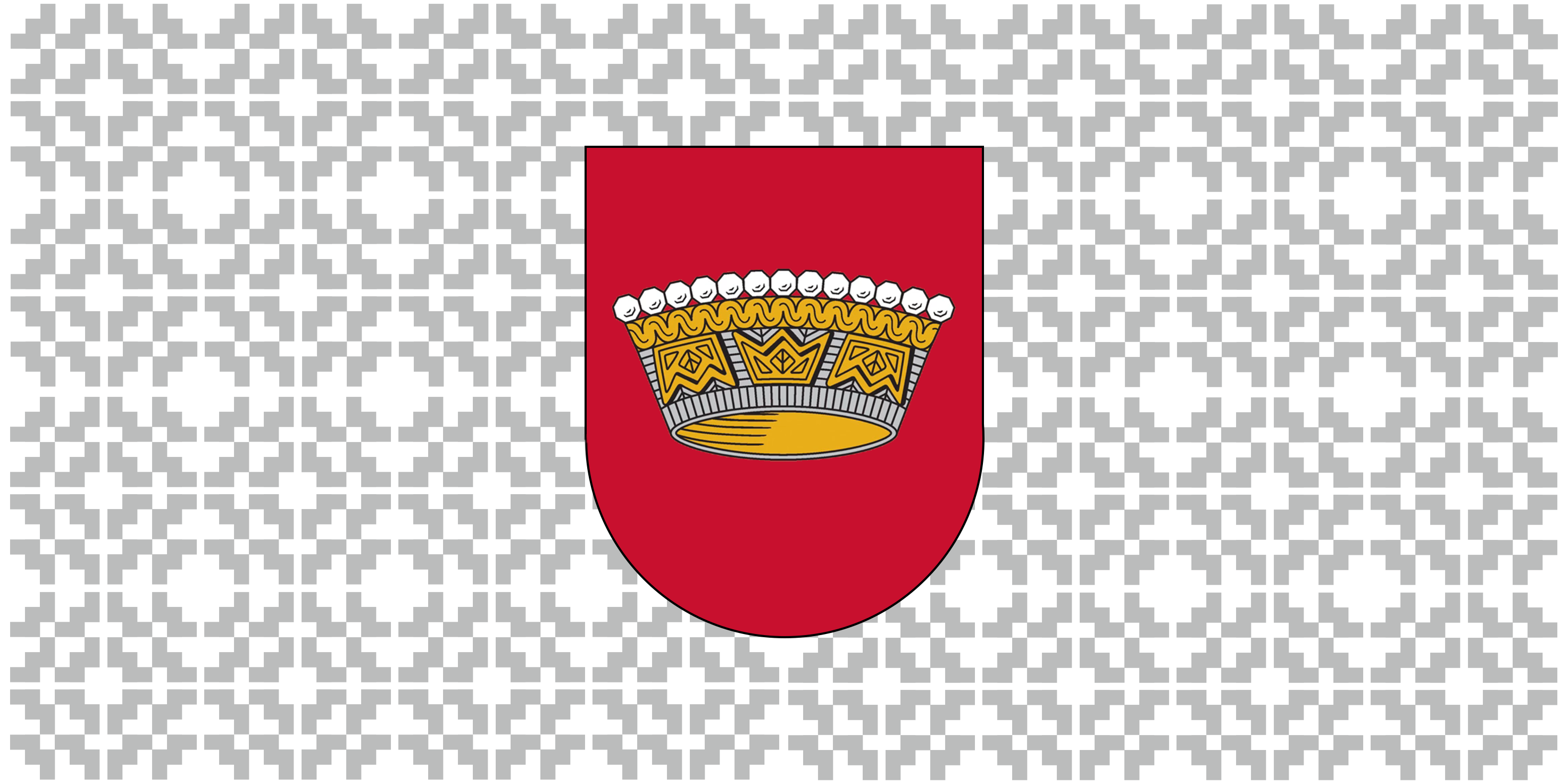
Nīcas novads
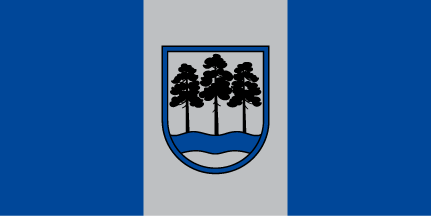
Ogres novads
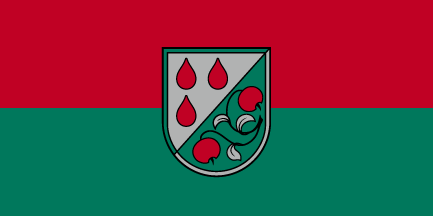
Olaines novads
Ozolnieku novads
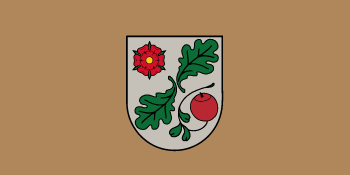
Pārgaujas novads
Pāvilostas novads
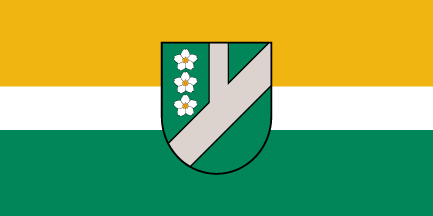
Pļaviņu novads
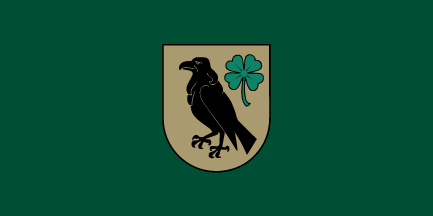
Preiļu novads
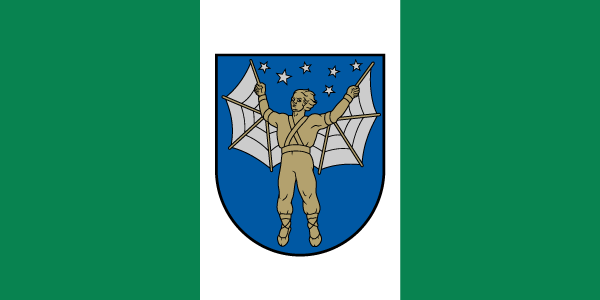
Priekules novads
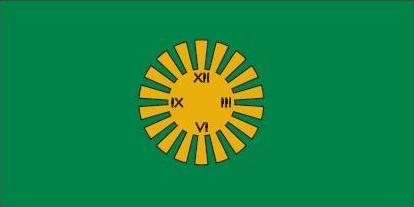
Priekuļu novads
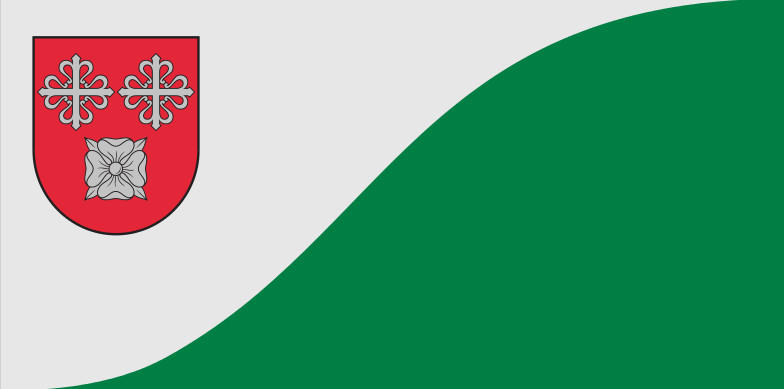
Raunas novads
Rēzeknes novads
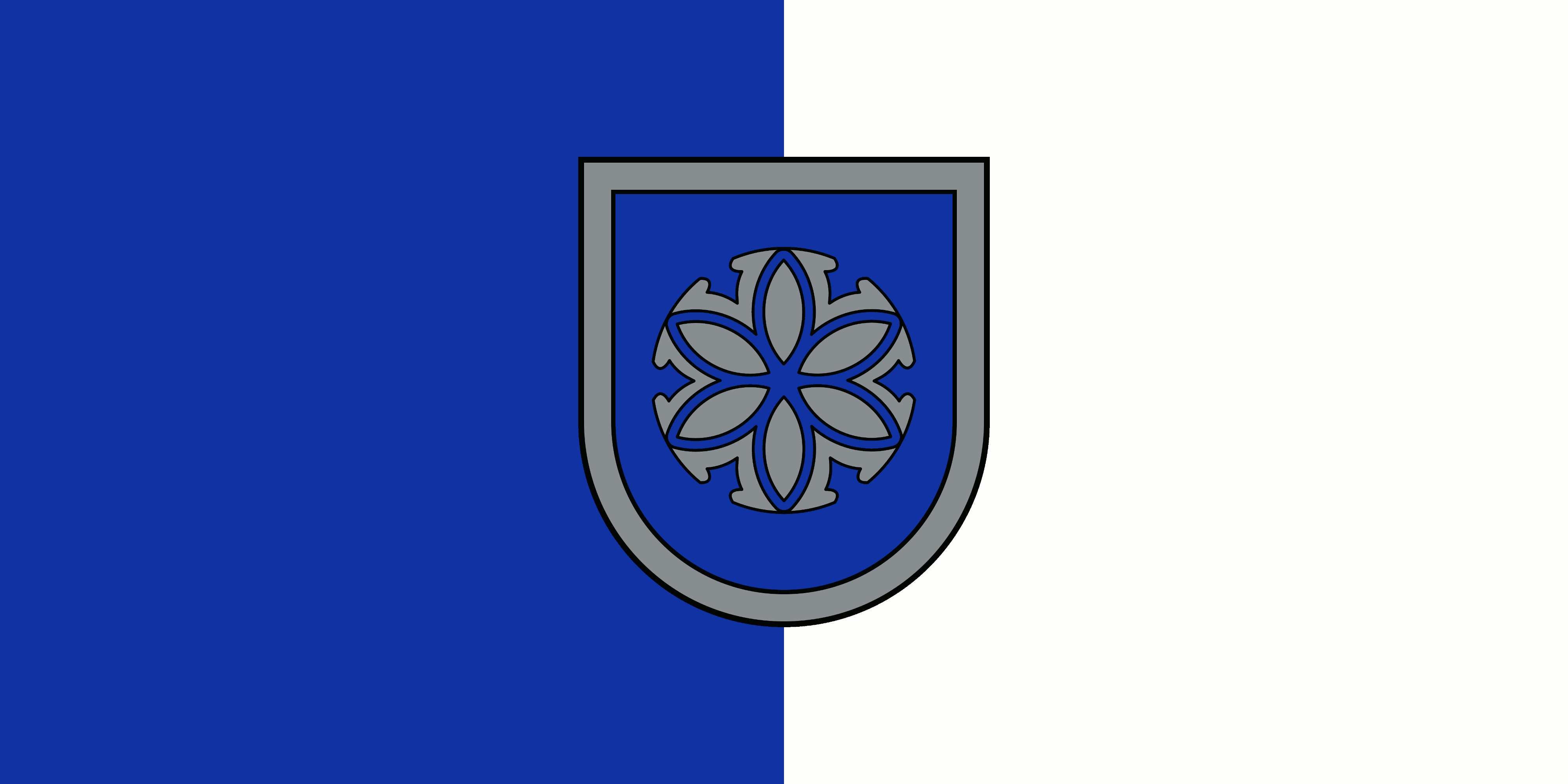
Riebiņu novads
Rojas novads
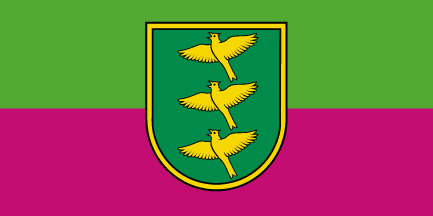
Ropažu novads
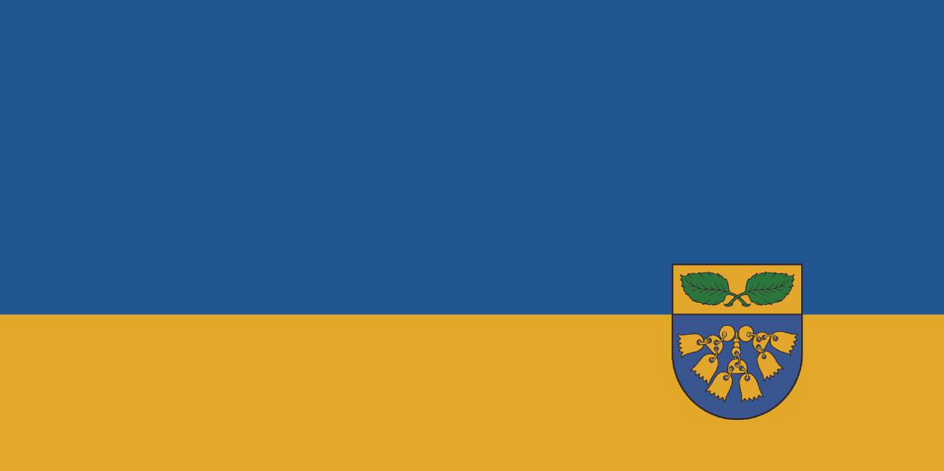
Rucavas novads
Rugāju novads
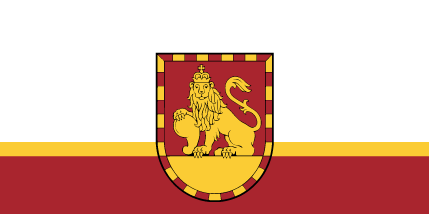
Rundāles novads
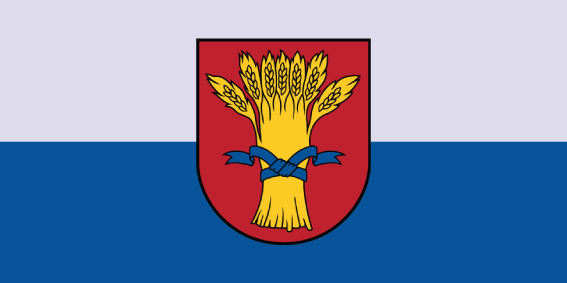
Rūjienas novads
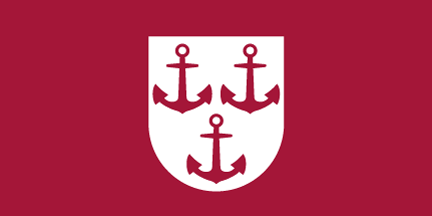
Salacgrīvas novads
Salas novads
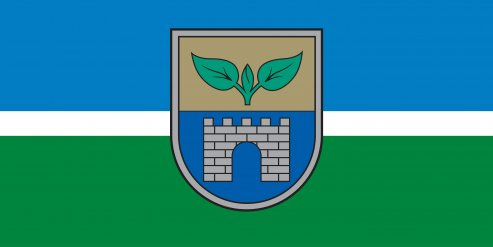
Salaspils novads
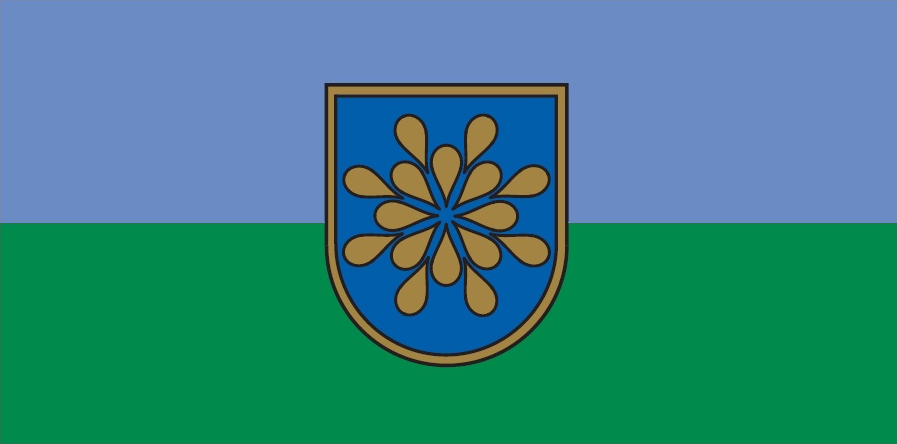
Saldus novads
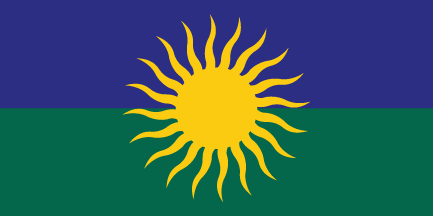
Saulkrastu novads
Sējas novads
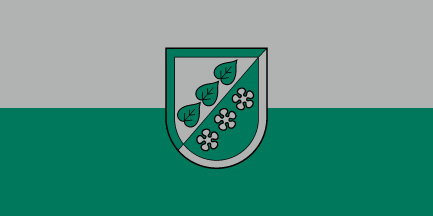
Siguldas novads
Skrīveru novads
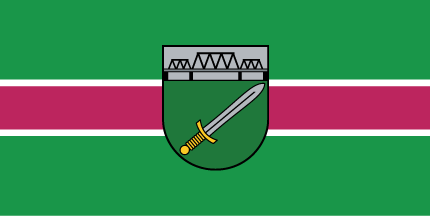
Skrundas novads
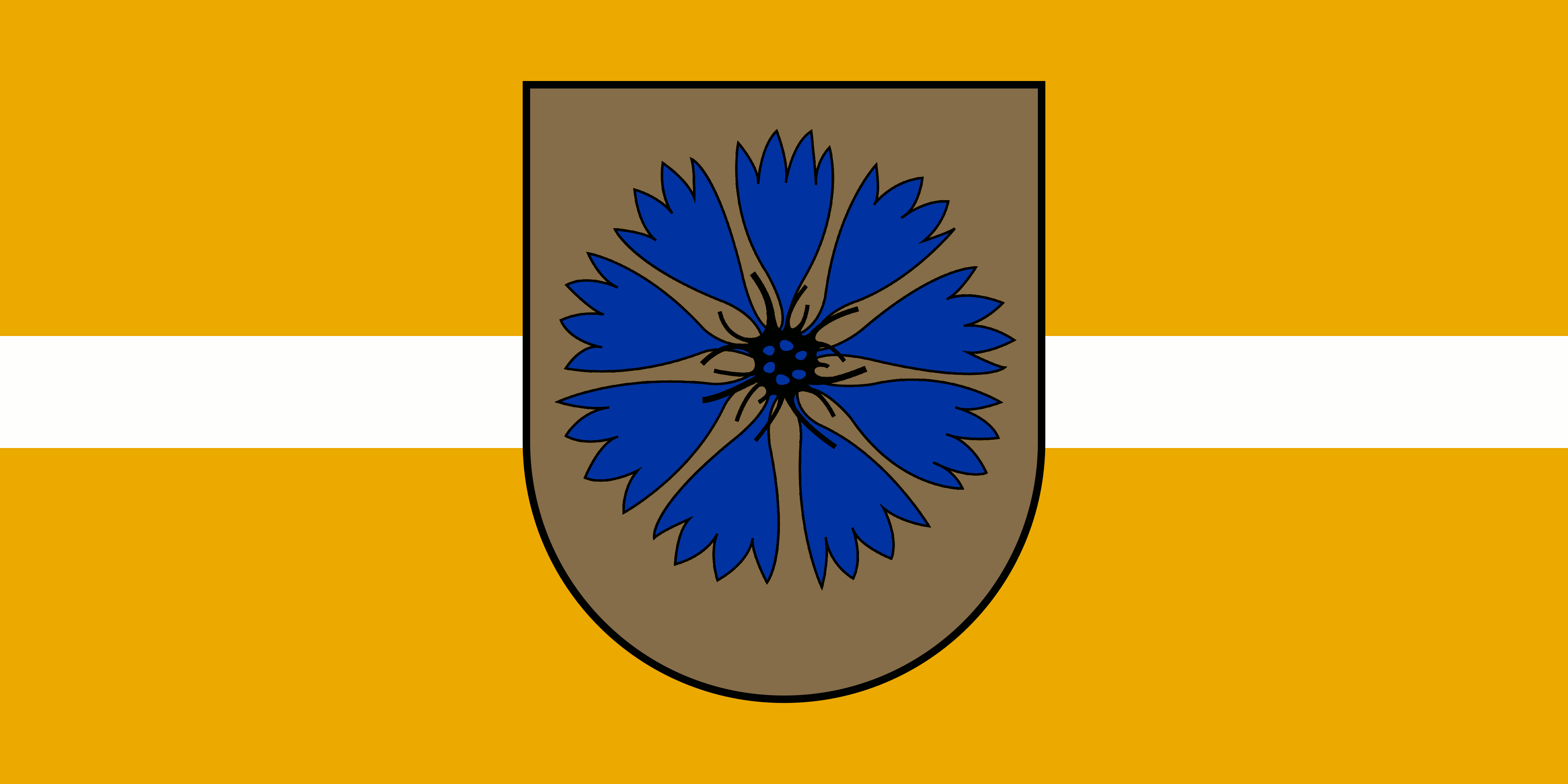
Smiltenes novads
Stopiņu novads
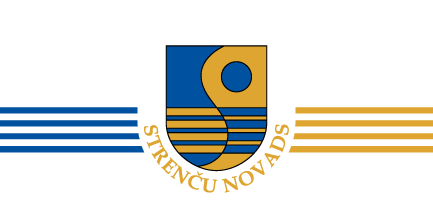
Strenču novads
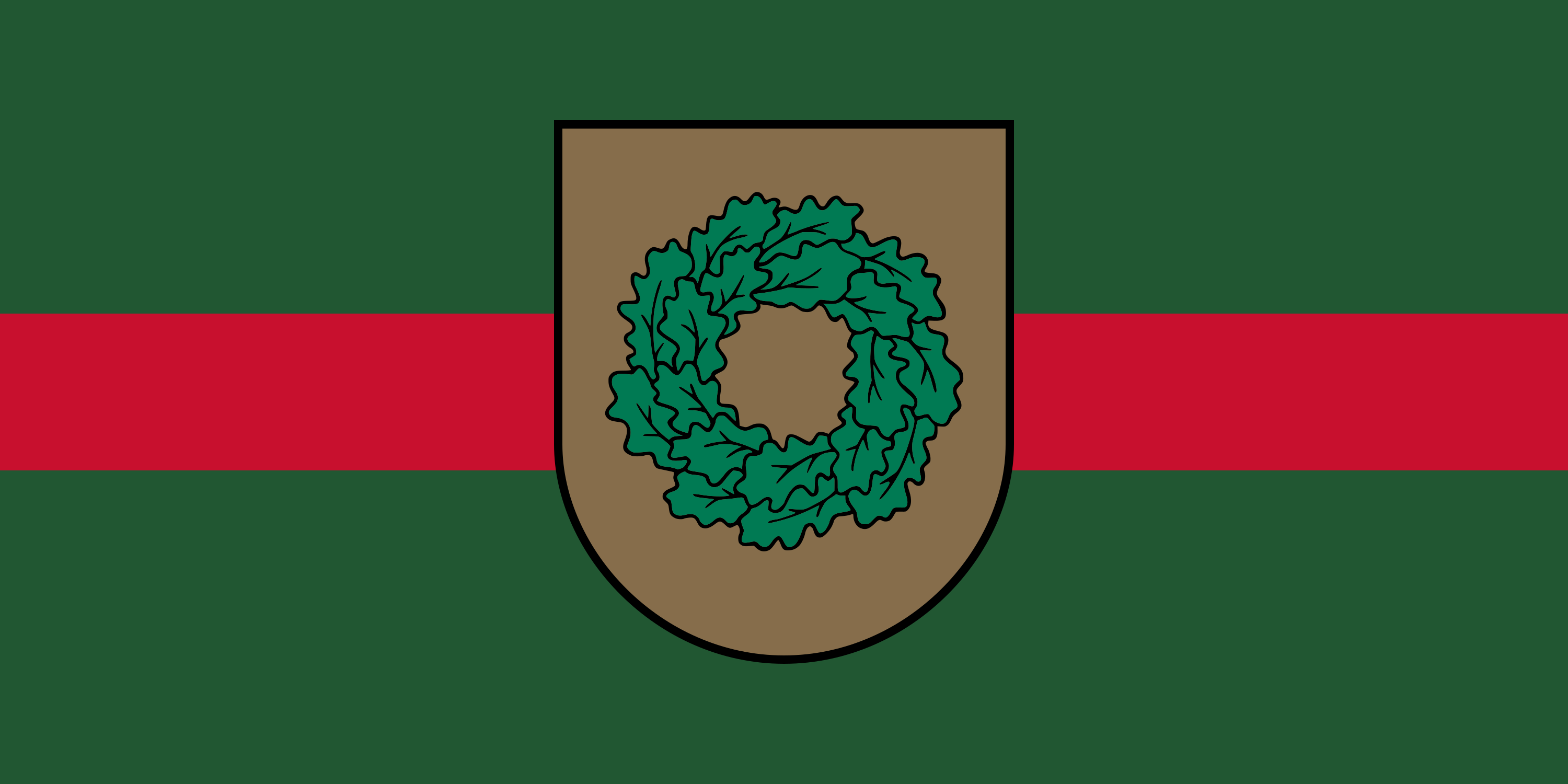
Talsu novads
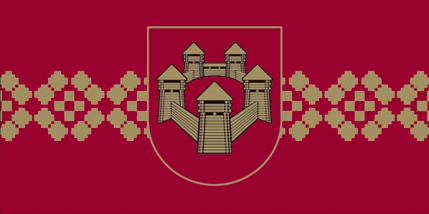
Tērvetes novads
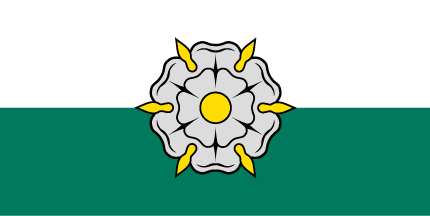
Tukuma novads
Vaiņodes novads
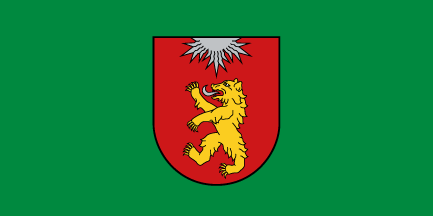
Valkas novads
Varakļānu novads
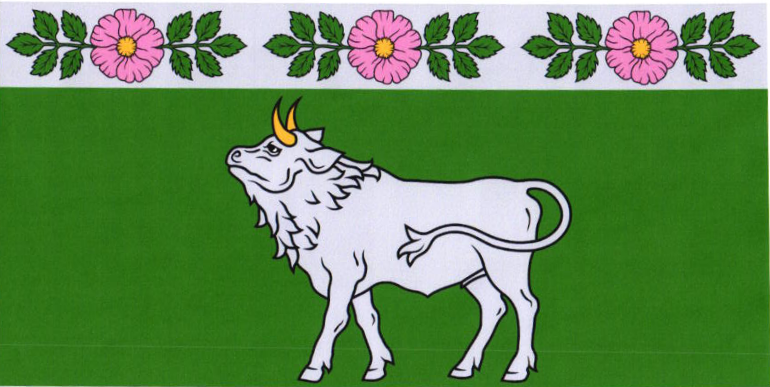
Vārkavas novads
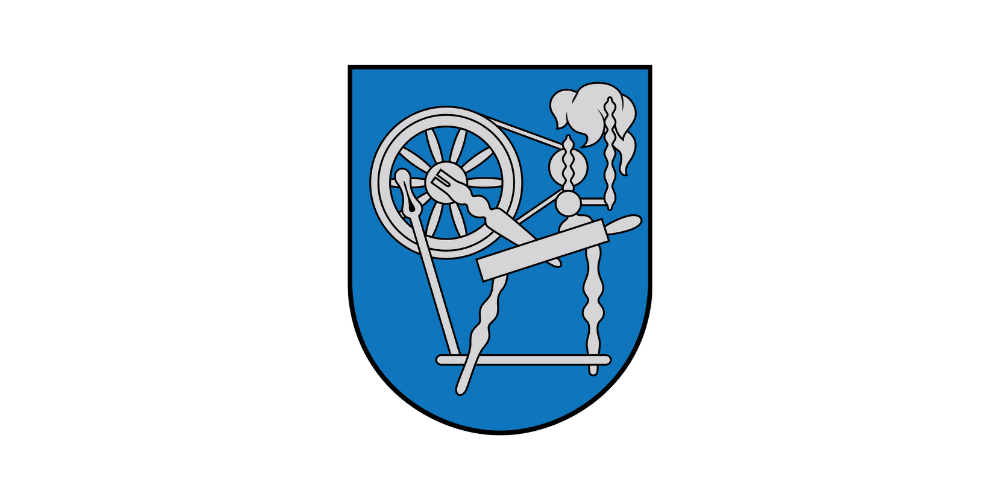
Vecpiebalgas novads
Vecumnieku novads
Ventspils novads
Viesītes novads
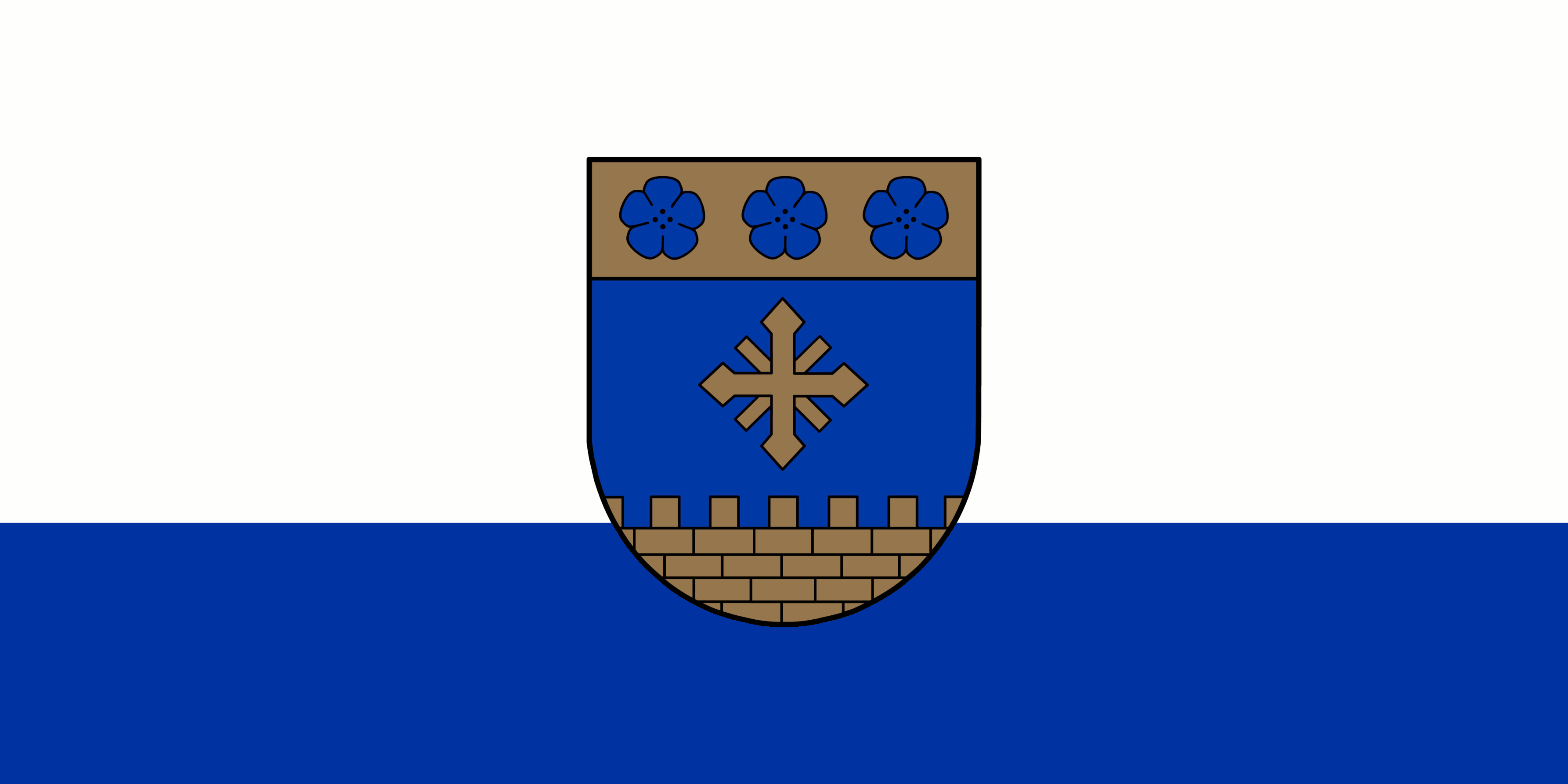
Viļakas novads
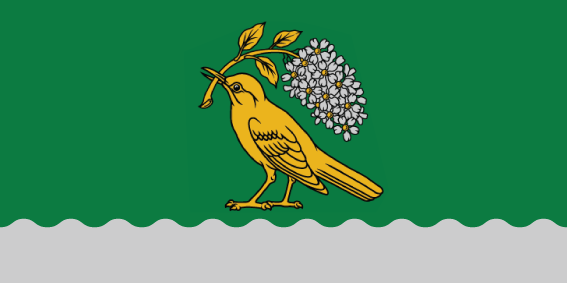
Viļānu novads
Zilupes novads

Andorra · Armenië · België · Bosnië en Herzegovina · Brazilië · Bulgarije · Canada · Chili · Colombia · Costa Rica · Denemarken · Duitsland · El Salvador · Estland · Frankrijk · Georgië · Indonesië · Italië · Kaapverdië · Kosovo · Kroatië · Letland · Liechtenstein · Litouwen · Luxemburg · Malta · Mexico · Montenegro · Nederland · Noord-Macedonië · Noorwegen · Oekraïne · Oostenrijk · Polen · Portugal · Roemenië · Rusland · San Marino · Servië · Slowakije · Spanje · Tsjechië · Venezuela · Verenigd Koninkrijk · Verenigde Staten · Wit-Rusland · Zimbabwe · Zwitserland
Historisch: België · Nederland
Zie ook: Vlaggenlijsten (per land) · Vlaggen van afhankelijke gebieden · Vlaggen van subnationale entiteiten (per land) · Lijst van vlaggen van hoofdsteden